# Paradise Alley
Paradise Alley is een Amerikaanse film uit 1978. De film is geregisseerd en gespeeld door Sylvester Stallone, die zijn debuut maakte als regisseur.

## Verhaal
De drie Carboni-broers leven in de wijk Hell's Kitchen in New York, waar armoede en geweld heersen. Victor, een wat simpele jongen en ijsbezorger, wordt door zijn broers (vooral Cosmo) onder druk gezet om zijn baan op te zeggen om te gaan worstelen. Ze beginnen regelmatig Paradise Alley te bezoeken, een beruchte privéclub waar elke avond worstelgevechten zijn waar gokkers opgewonden van raken.

## Rolverdeling
| Acteur                | Personage             |
| --------------------- | --------------------- |
| Sylvester Stallone    | Cosmo Carboni         |
| Armand Assante        | Lenny Carboni         |
| Lee Canalito          | Victor Carboni        |
| Anne Archer           | Annie O'Sherlock      |
| Kevin Conway          | "Stitch" Mahon        |
| Terry Funk            | Frankie "The Thumper" |
| Frank McRae           | "Big Glory"           |
| Joe Spinell           | "Burp"                |
| Tom Waits             | "Mumbles"             |
| Aimee Eccles          | Susan Chow            |
| Joyce Ingalls         | "Bunchie"             |
| John Cherry Monks jr. | Micky, The Bartender  |
| Frank Stallone        | Singer                |
| Ted DiBiase           | Wrestler              |